# Tanaecia anisikani
Tanaecia anisikani är en fjärilsart som beskrevs av Robert Christopher Tytler 1940. Tanaecia anisikani ingår i släktet Tanaecia och familjen praktfjärilar. Inga underarter finns listade i Catalogue of Life.